# Nipane
Nipane – gaun wikas samiti w środkowej części Nepalu  w strefie Dźanakpur w dystrykcie Sindhuli. Według nepalskiego spisu powszechnego z 2001 roku liczył on 638 gospodarstw domowych i 3523 mieszkańców (1753 kobiet i 1770 mężczyzn).